# John LaZar
John LaZar (ur. 22 maja 1946 w San Francisco) – amerykański aktor filmowy, teatralny i telewizyjny.

## Wybrana filmografia

### Filmy fabularne
- 1970: Poza doliną lalek (Beyond the Valley of the Dolls) jako Ronnie 'Z-Man' Barzell
- 1975: Supervixens jako Cal MacKinney
- 1978: Every Girl Should Have One jako Roger Marks
- 1978: Najwięksi bohaterowie biblijni (Greatest Heroes of the Bible, TV) jako generał palestyński
- 1983: Up 'n' Coming jako Paul Fallon
- 1986: Scorpion jako adept
- 1987: Łowca śmierci 2: Pojedynek tytanów (Deathstalker II) jako Jarek the Sorcerer
- 1992: Eddie Presley jako kierowca limuzyny
- 1995: Atak kobiety o 60 stopach wzrostu (Attack of the 60 Foot Centerfold) jako Lindstrom
- 1995: Stripteaser jako bywalec baru
- 1996: Over the Wire jako zabójca
- 1997: Maximum Revenge jako Murdock

### Seriale TV
- 1997: Tajemnica Klika (Click) jako dr Fez